# Otto von Bronk
Otto Romanus von Bronk (* 29. Februar 1872 in Danzig; † 5. August 1951 in Berlin) war ein deutscher Physiker und Fernsehpionier.

## Leben
Otto von Bronk entstammte einem alten pommerschen Adelsgeschlecht. Seine Eltern waren Gutsbesitzer und wollten, dass er Theologie studiert und Pfarrer wird. Im Alter von 18 Jahren riss er aus nach Berlin, wo er zunächst in einer Druckerei arbeitete und dann Elektrophysik studierte. 1896 gründete er zusammen mit F. Clausen in der Reichenberger Straße 36 ein Laboratorium, wo sie sich mit Röntgenstrahlentechnik beschäftigten. Nach Clausens Tod stellte er physikalische Geräte und Selenzellen her, was ihn zu Erfindungen auf dem Gebiet des Fernsehens anregte. Im Auftrag der Telefunken AG reichte Bronk am 12. Juni 1902 eine Patentanmeldung für ein „Verfahren und Vorrichtung zum Fernsichtbarmachen von Bildern bzw. Gegenständen unter vorübergehender Auflösung der Bilder in parallele Punktreihen“ ein. Das am 22. Oktober 1904 erteilte Patent beschreibt ein Fernsehgerät in Farbe, dessen Signale in den drei Grundfarben übertragen wird. Allerdings war die mechanische Abtastung zu aufwendig und brachte nur eine sehr langsame Bildübertragung mit sich. Aufgrund dessen war das Patent wirtschaftlich wertlos. Dennoch enthielt es bedeutende technische Entwicklungen und war Ausgangspunkt für das NTSC-Farbfernsehen.

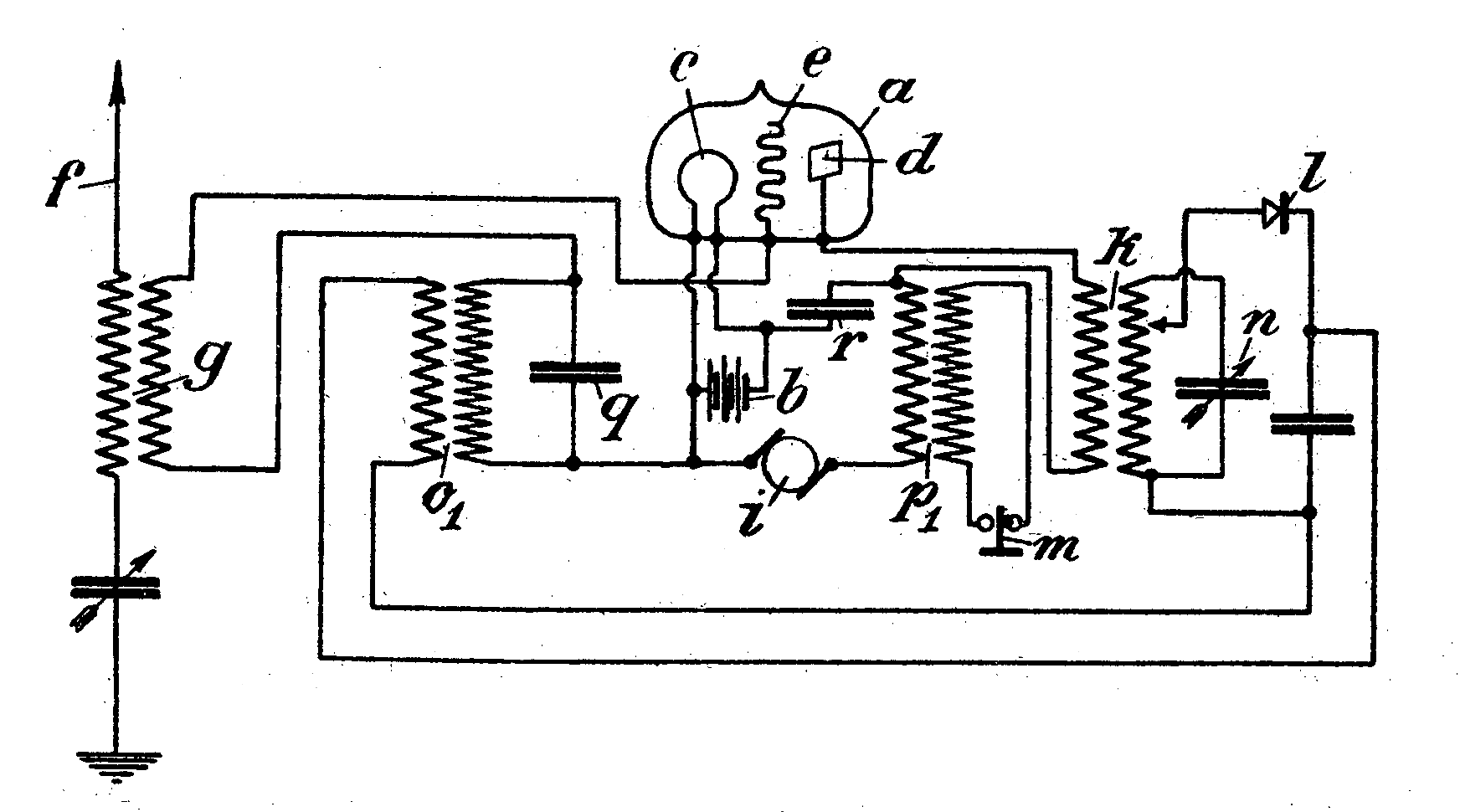
Aus der Patentschrift zur Reflexschaltung (1913)

Nach Entwicklungsarbeiten in den Laboratorien der Marconi-Gesellschaft und der C. Lorenz AG übernahm er Anfang 1911 bei AEG-Telefunken die Leitung der Patentabteilung, wo er im gleichen Jahr den Hochfrequenzverstärker erfand und patentieren ließ. Um 1913 entwickelte er zusammen mit Wilhelm Schloemilch die Reflexschaltung. Schließlich entwickelte er 1930 zusammen mit Fritz Schröter erste Halbtonfernkinobilder auf einer Braun’schen Röhre.
Otto von Bronk lebte in Berlin-Schmöckwitz.